# Öjeby kyrka
Öjeby kyrka är en kyrkobyggnad i Piteå kommun. Den är församlingskyrka i Piteå församling, Luleå stift, och har tidigare varit Piteå landsförsamlings huvudkyrka.

## Kyrkobyggnaden

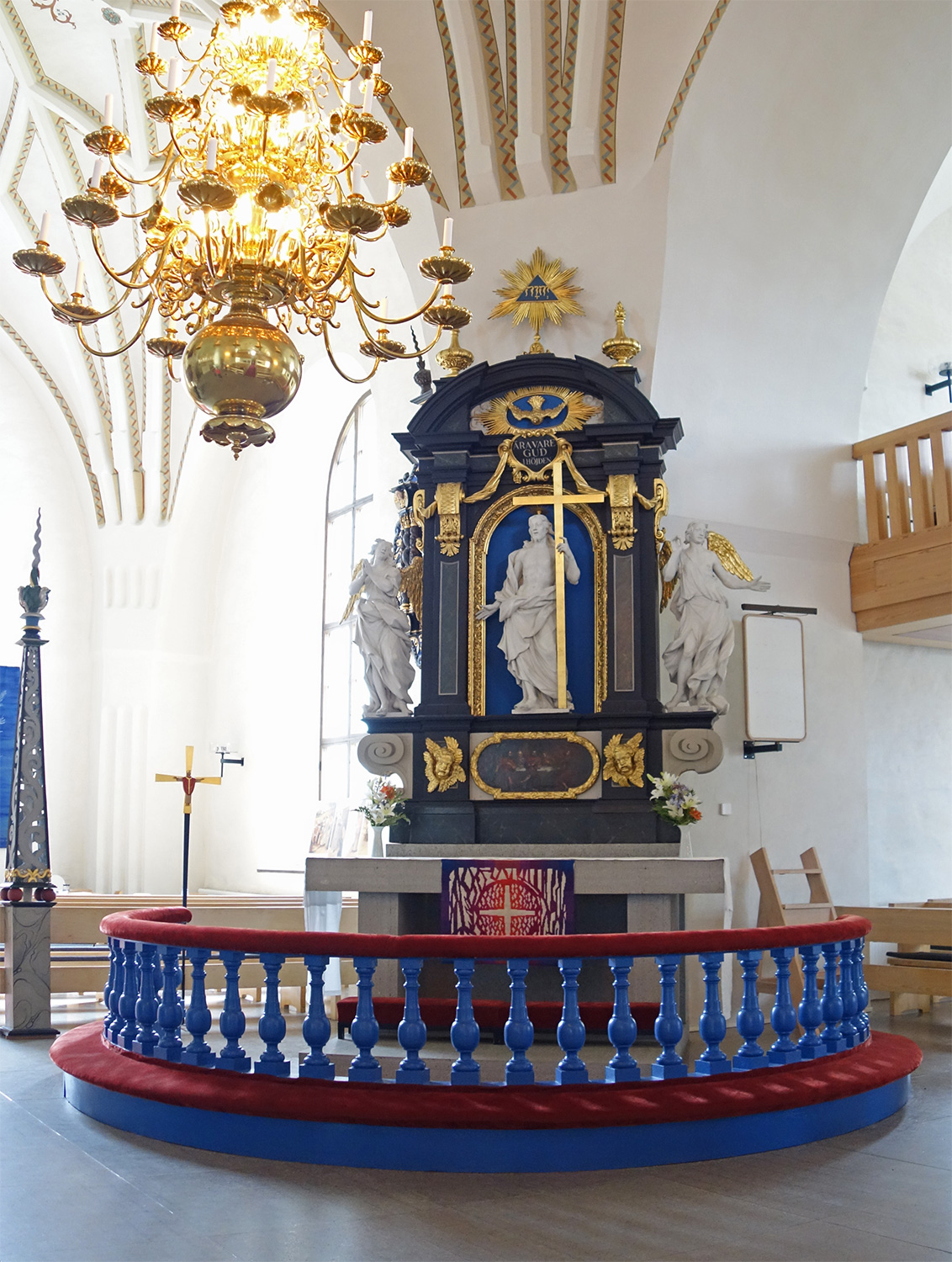
Altaruppsatsen är placerad i ett av hörnen i korsets mitt.

Öjeby kyrka är en korskyrka vars äldsta delar tillkom omkring år 1500. Väggarna är byggda av gråsten med inslag av tegel. Fasader och innerväggar är vitputsade. Altaret är sedan 1811 placerat i korsets mitt, i hörnet mellan de östra och södra korsarmarna. Mitt emot den återfinns predikstolen. Öjeby kyrka är idag den enda kyrkan i Sverige med detta "centralaltarmotiv". Fristående från kyrkan finns ett klocktorn murat av gråsten. Tornets fasader är inte putsade.

## Inventarier

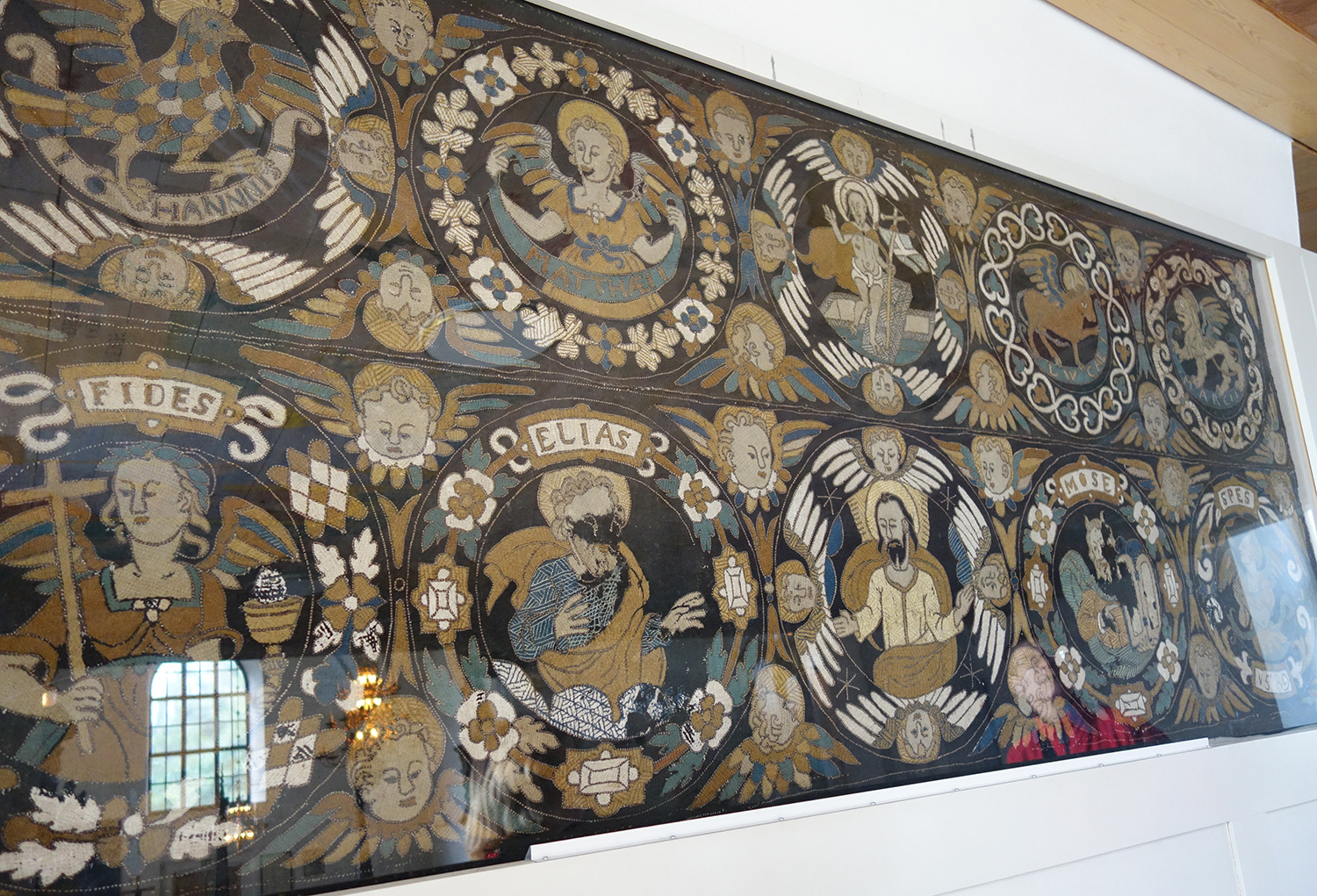
Det broderade antependiet från 1589.

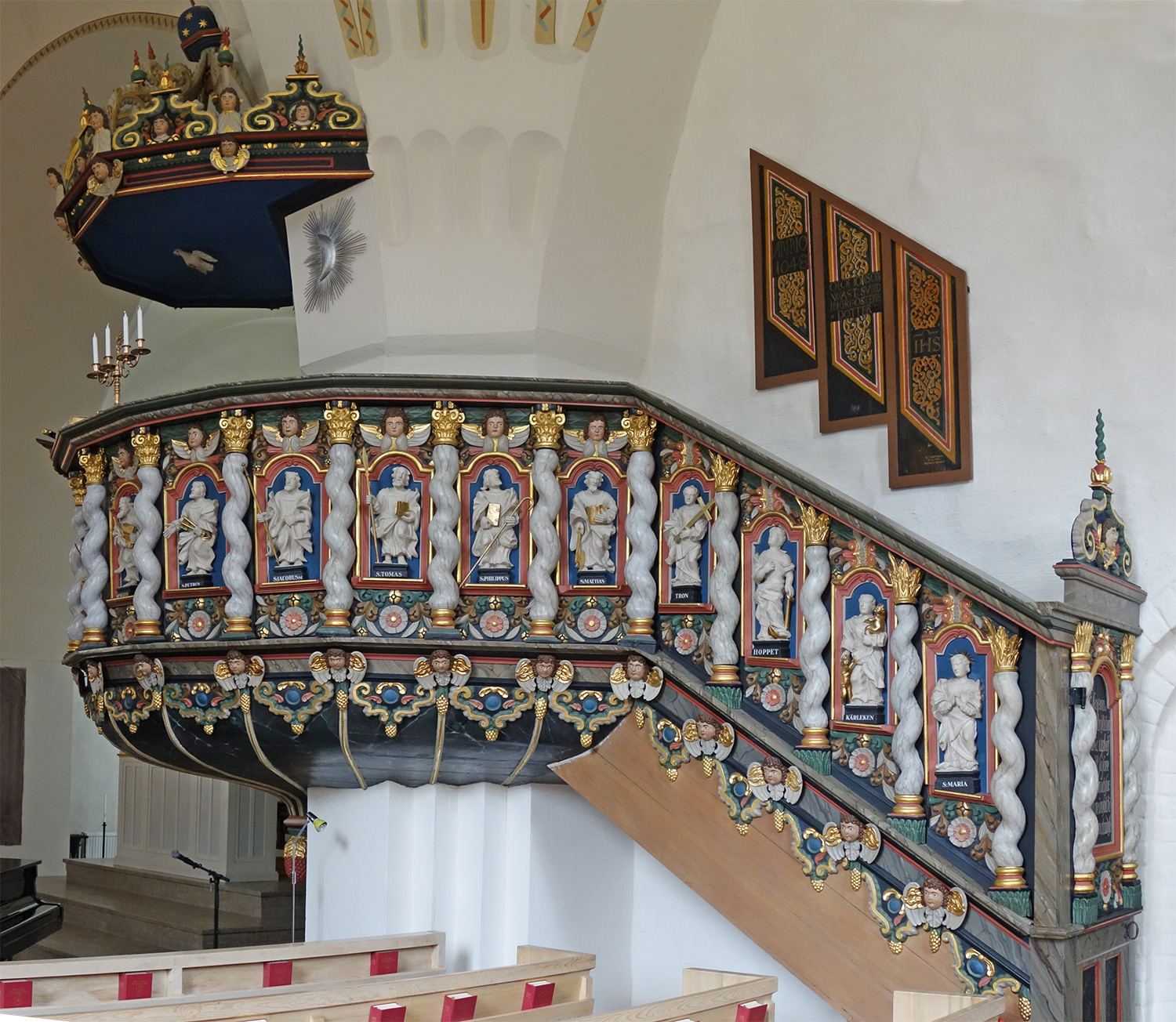
Predikstolen är snidad av Nils Jacobsson Fluur.

Altaruppsatsen är ett träsnideriarbete utfört av den i Stockholm verksamme Caspar Schröder. Uppsatsen inköptes 1704. Snideriet är utfört i romersk barockstil och föreställer den uppståndne Kristus med korset, flankerad av änglar. Under Kristus finns en målning föreställande den sista nattvarden.
Predikstolen är också ett träsnideri, utfört 1703 av Nils Jacobsson Fluur som gjorde flera liknande arbeten i kyrkor i Övre Norrland. Stilen är ålderdomligare renässans. Invid predikstolen sitter graverade minnestavlor utförda av Ambrosius Hedengran med träramar av Fluur. Den ena tavlan är från 1693 och sattes upp till minne av Uppsala möte, medan den andra rör slaget vid Narva 1700.
På väggen i kyrkan sitter ett antependium eller altarkläde från 1589. Det innehåller tio cirklar ordnade i två rader med en Kristusbild i mitten av varje rad. Den övre Kristusbilden visar Kristi uppståndelse, den nedre Kristi förklaring. I övre raden omges Kristus av evangelisterna Johannes, Matteus, Lukas och Markus. I nedre raden omges Kristus närmast av Elia och Mose. Ytterst finns symboler för tron och hoppet. Antependiet är broderat med läggsöm och applikationer på svart kläde. Det skänktes troligen till kyrkan av Andreas Nicolai, som var kyrkoherde i Piteå församling 1566–1600.
Medeltida inventarier saknas eftersom de förstördes på 1600-talet av prosten Olaus Stephani Graan.

### Orgel
- Den nuvarande orgeln byggdes 1998 av Grönlunds Orgelbyggeri AB, Gammelstad.

| Man I. Huvudverk    | Man II. Svällverk   | Pedal          | Koppel  |
| ------------------- | ------------------- | -------------- | ------- |
| Principal 16'       | Basetthorn 8'       | Subbas 16'     | II/I    |
| Borduna 16'         | Rörfleut 8'         | Quinta 12'     | II/P    |
| Principal 8'        | Salicional 8'       | Violoncelle 8' | I/P     |
| Flûte harmonique 8' | Voix celeste 8'     | Borduna 8'     | II16'   |
| Borduna 8'          | Flûte octaviante 4' | Octava 4'      | II16'/I |
| Gamba 8'            | Waldfleut 2'        | Basun 16'      | I4'     |
| Octava 4'           | Corno 8'            |                | P4'     |
| Fleut 4'            | Euphone 8'          |                |         |
| Quinta 3'           | Tremulant           |                |         |
| Octava 2'           |                     |                |         |
| Cornett 4 chor      |                     |                |         |
| Trumpet 16'         |                     |                |         |
| Trumpet 8'          |                     |                |         |

## Historia

### Ursprungligt utseende
Den ursprungliga kyrkan uppfördes decennierna omkring 1500 och bestod då av ett långhus orienterat i öst-västlig riktning med koret i öster. Byggnadens väggar murades av gråsten med tegel runt öppningarna och på gavlarna. Ovanför kyrkorummet fanns tre stjärnvalv av tegel. Kyrkan brann både då Piteå stad brann 1666 och under stridigheterna med ryssarna 1721, men kunde återställas.

### Ombyggnation till korskyrka
Kyrkan var dock för liten för den stora församlingen och därför utvidgades den med två korsarmar till en korskyrka under åren 1751–1752. Koret låg då i östra korsarmen medan det fanns entréer i övriga armar. De medeltida stjärnvalen kompletterades med enklare kryssvalv ovanför de nya korsarmarna. Samtidigt förstorades fönsteröppningarna, som i den ursprungliga kyrkan var mycket små, och innerväggarna vitkalkades. Denna omfattande ombyggnation skedde efter ritningar av murmästaren Gottfried Franck och med dennes gesäll Daniel Hagman som byggmästare.

### Altaret placeras i mitten
År 1811 skedde en ny ombyggnation varvid altaret flyttades till kyrkorummets mitt, i hörnet mellan de östra och södra korsarmarna, mitt emot predikstolen. Där altaret tidigare stått i östra korsarmen togs ytterligare en ingång upp. Detta var en inredningstyp som var populär vid denna tid, men idag finns detta "centralaltarmotiv" i Sverige endast bevarat i Öjeby kyrka.

### Exteriören blir medeltidsromantisk

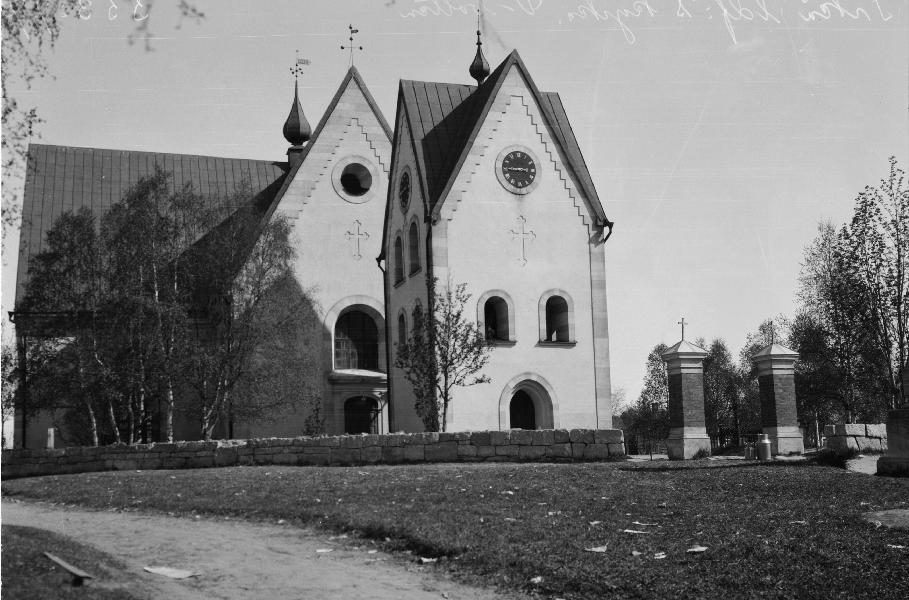
Öjeby kyrka som den såg ut efter 1890-talets restaurering.

Kyrkan genomgick en omfattande restaurering på 1890-talet, då exteriören putsades och fick en medeltidsromantisk dräkt. Fasaden fick nyromanska detaljer i olika färger mot gulvit bakgrund. Ritningarna gjordes av ingenjör Bengt Lundgren i Luleå. Kyrkorummet fick också en ny bänkinredning målade i mörk ekimitation.

### Fasaden vitputsas
Nästa restaurering skedde på 1960-talet under ledning av arkitekten Johan Thomé. 1800-talsinredningen ersattes då med en modernistisk träinredning av vitlaserad furu. Fasaden putsades om med gråvitt kalkcementbruk. På gavelspetsarna upptäcktes blinderingar som målades vita. Klocktornets murar fick vara oputsade. Man hittade också rester av den ursprungliga ingången på södra muren som nu markerades i muren och på marken.

## Kyrkstaden

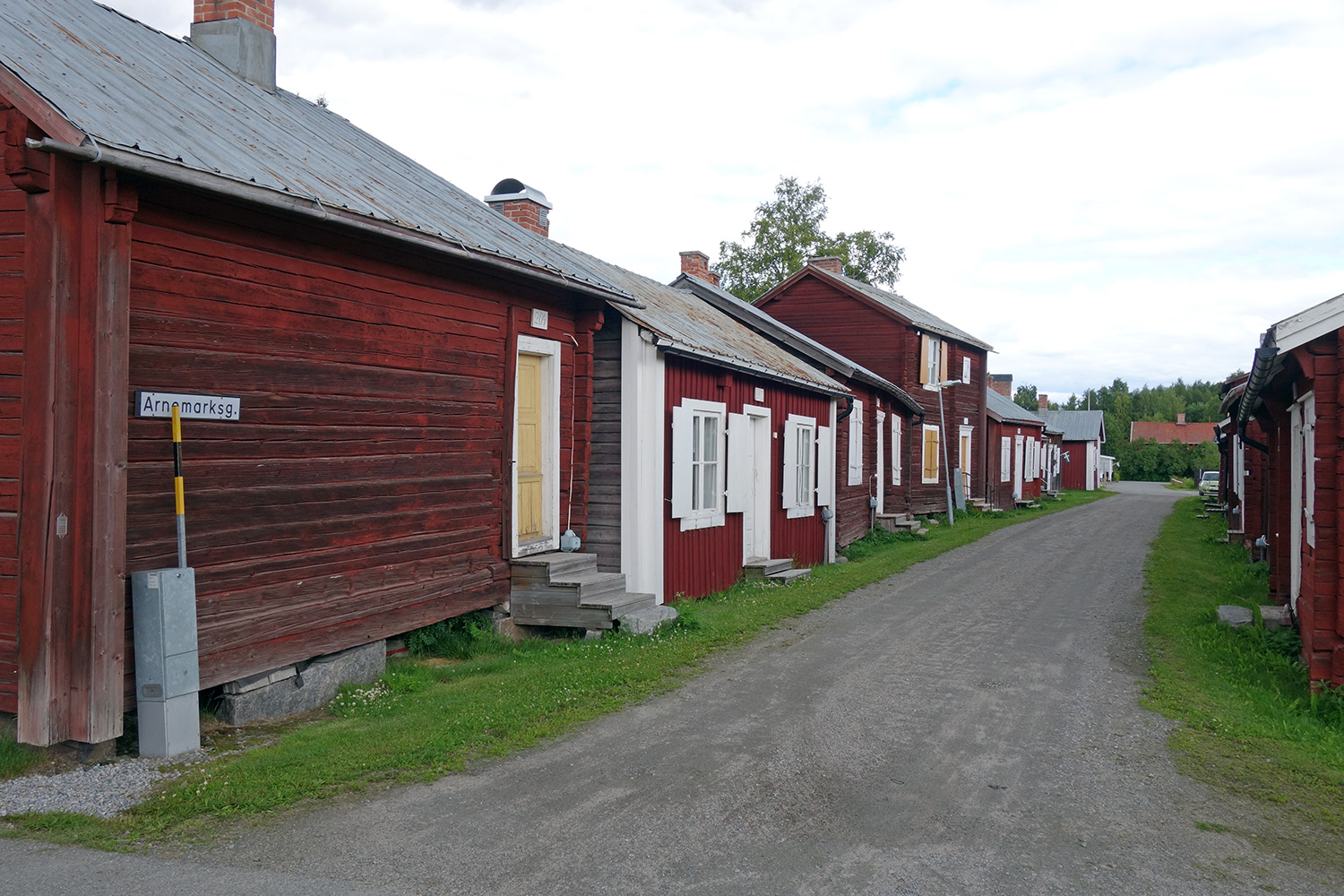
Norra delen av Öjeby kyrkstad.

I anslutning till Öjeby kyrka har det åtminstone sedan början av 1600-talet funnits en kyrkstad. Av de 266 kyrkstugor som fanns där år 1804 återstår idag drygt 150. Området är av riksintresse för kulturmiljövården och anses vara en av de viktigaste kulturmiljöerna i Piteå kommun.

### Webbkällor
- Information från Piteå församling